# Francisco Mostajo Miranda
Francisco Mostajo Miranda (* Arequipa, 3 de octubre de 1874 - id. † 27 de marzo de 1953) fue un intelectual y político liberal peruano. Fue fundador del Partido Liberal. En 1931 fue llamado a ocupar la cartera de Justicia. Compuso poemas, narraciones, fue catedrático, crítico literario y en la magistratura alcanzó el rango de vocal.

## Biografía
Francisco Mostajo nació el 3 de abril de 1874. Sus estudios los realizó en la Independencia Americana, colegio que fuera fundado por Simón Bolívar. En la Universidad Nacional de San Agustín de Arequipa estudió Jurisprudencia y Ciencias Naturales.
Fue elegido diputado suplente por la provincia de Arequipa en 1907 hasta 1912 durante los gobiernos de José Pardo y Barreda y el primero de Augusto B. Leguía.
Fue reelegido diputado suplente por la provincia de Arequipa en 1913 hasta 1918 durante los gobiernos de Guillermo Billinghurst, Oscar R. Benavides y José Pardo y Barreda.

## Obras
- El modernismo y el americanismo, 1896
- Precursoras, 1896
- Pliegos al viento, 1908
- Algunas ideas sobre la cuestión obrera, 1913
- Elogio del Dr. Toribio Pacheco, 1928
- Elogio del prócer arequipeño Mariano José de Arce
- Prontuario de las lecciones del primer curso de Derecho Civil, 1937
- El teatro en Arequipa del siglo XVI al siglo XVIII, 1955
- San Gil de Cayma